# Maria Pilar Busquets
Maria Pilar Busquets i Medan (Lés, Lérida; 23 de marzo de 1937-13 de noviembre de 2016) fue una política española y escritora en lengua occitana, concretamente en dialecto aranés. Fue la primera síndica de Arán y la primera diputada que empleó el aranés en el Parlamento de Cataluña.

## Biografía
Cursó estudios en el colegio de las Monjas de la Sagrada Familia. Profesionalmente se dedicó a la hostelería en la fonda familiar. Desde muy joven se interesó por la cultura de su entorno, especialmente en la vertiente poética.
Maria Pilar Busquets i Medan fue nombrada Flor de oro en los Juegos Florales de la Escola deras Pirenèos de Gascuña II en el concurso literario de poesía y de prosa del Museo Etnológico del Valle de Arán. En su poesía cantaba el paisaje aranés y su carácter duro y bucólico.
Dedicó una parte importante de su vida a la identidad aranesa.
Fue miembro de la Comisión Oficial para la Normalización Lingüística del Aranés, y miembro fundadora del movimiento cívico Es Tersús del Valle de Arán, un núcleo de nacionalistas araneses preocupados por la normalización y el reconocimiento de la lengua y las instituciones aranesas, el Conselh Generau d'Aran, una estructura que se remontaba a la Edad Media suprimido a mediados del siglo XIX. De este grupo surgió una parte importante de quienes políticos y políticas araneses. Una parte del grupo se decantó por la creación del partido nacionalista aranés Unitat d'Aran, pero Pilar apostó por crear el Partido Democrático Aranés Aranés que más tarde se convirtió en Convergencia Democrática Aranesa. Fue responsable de cultura de 1977 a 1980 y presidenta de la Asociación Pro Defensa del Eje Transpirenaico por el Paso Natural del Valle de Arán.
Colaboró en el documento presentado a los diputados que conformaron el Estatuto de Sau (1979) para que se incluyera un reconocimiento a la identidad diferencial del Valle de Arán, en Lérida.
En 1984 fue elegida diputada en lista de Covergencia i Unió y en 1988 revalidó el escaño trabajando a fondo en la ponencia que elaboró y defendió el proyecto de ley de régimen especial del Valle de Arán.
Después de la recuperación de la histórica institución de autogobierno del Valle de Arán, el Consejo General de Arán, con la aprobación de la Ley 16/1990, de 13 de junio, ganó las primeras elecciones con la Coalición Aranesa-Convergència i Unió (CA-CiU), integrada por Convergència Democràtica Aranesa —a la cual pertenece Pilar Busquets— y Unió Democràtica Aranesa. Fue miembro de la comisión oficial para la normalización lingüística del aranés.
Después las primeras elecciones del 26 de mayo de 1991, fue nombrada Síndica de Aran (17 de junio de 1991-12 de julio de 1993). Dos años más tarde, la coalición se rompió y su compañera, Amparo Serrano Iglesias, de UDA, presentó una moción de censura que fue apoyada por Unitat d'Arán y Pilar Busquets perdió el cargo. También fue diputada en el Parlamento de Cataluña por CiU en las elecciones en el Parlamento de Cataluña de 1984 y 1988.
Busquets se retiró de la política y regresó a la poesía y las cuestiones culturales.

## Vida personal
Estaba casada con Josep Boya. Tuvieron tres hijos: Jusèp Boya, historiador, en 2016 director general de Patrimonio de la Generalidad de Cataluña en 20, Mireia Boya, diputada en el parlamento de Cataluña por las CUP y Quique, fallecido en 2014 tras una larga enfermedad.